# Point Fortin Civic F.C.
Point Fortin Civic Football Club – klub piłkarski z Trynidadu i Tobago z siedzibą w mieście Point Fortin, który swoje mecze rozgrywa na stadionie Mahaica Oval.

## Osiągnięcia
- 3 miejsce w mistrzostwach Trynidadu i Tobago (1): 2020[2]

## Skład
| Nr | Poz. | Piłkarz          |
| -- | ---- | ---------------- |
| 8  | NA   | Jamal John       |
| 16 | PO   | Kelvin Modeste   |
| 18 | PO   | Trent Lougheed   |
| 21 | NA   | Juma Clarence    |
| 52 | BR   | Akini Adams      |
| -  | PO   | Hughtun Hector   |
| -  | PO   | Stephan Campbell |
| -  | PO   | Mark Ramdeen     |
| -  | OB   | Lyshaun Morris   |
| -  | PO   | Jeremiah Niles   |
| -  | PO   | Josiah Ochoa     |